# Delvin

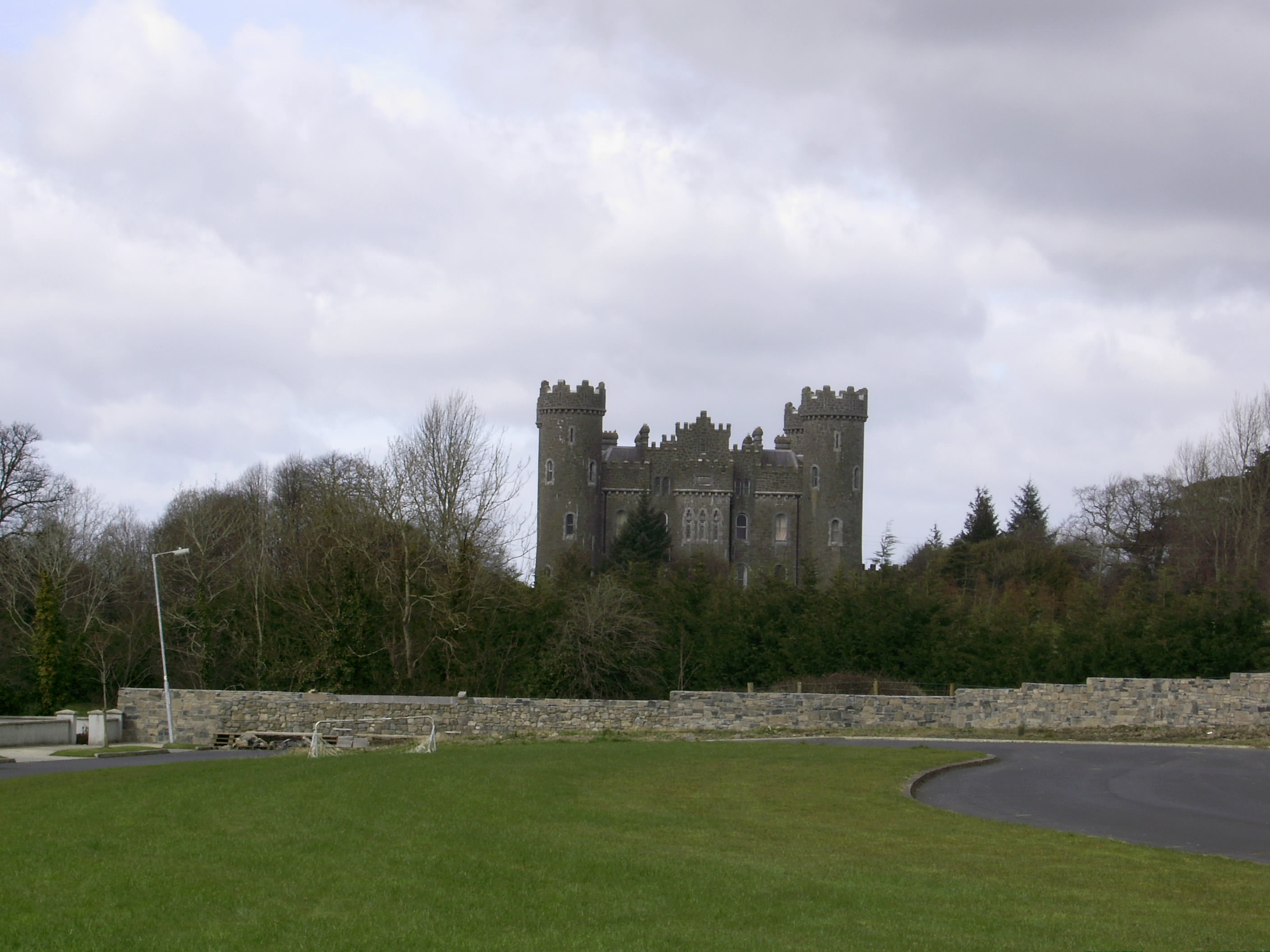
Neues Delvin/Clonyn Castle

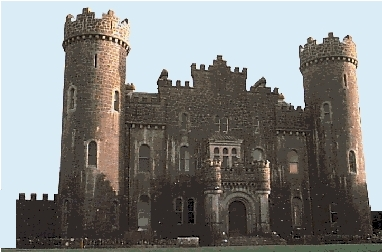
Delvin/Clonyn Castle, Nahaufnahme

Delvin (irisch Dealbhna oder irisch Dealbhna Mhór) ist eine kleine Stadt im County Westmeath im mittleren Osten der Republik Irland.

## Geschichte
Der irische Name des Ortes nimmt Bezug auf die Dealbhna, einer Stammesgruppe in Irland, deren Zweig Dealbhna Mhór hier siedelte. Die Dealbhna leiteten sich von Delbáeth ab, einem Gott der Túatha Dé Danann oder nach jüngerer Legende von Suman, Sohn des Lugh Delbáeth und Enkel des Cas, des Vorfahren der bedeutenden Dynastie Dál gCais, mit denen sie so Verwandtschaft beanspruchten. Herrscher der Dealbhna Mhór trugen den Familiennamen Ó Fionnalláin. Sie wurden durch Hugh de Lacy infolge der anglonormannischen Invasion enteignet und ihr Land an seinen Schwager Gilbert de Nugent übergeben. 
Die Geschichte Delvins ist verbunden mit zwei Schlössern: einem vermutlich 1181 von Hugh de Lacy errichteten Schloss für Gilbert de Nugent, das deshalb als das Nugent Castle bekannt ist; die Überreste dieses Schlosses sind an der Hauptstraße Delvins zu finden. Später baute Gilbert de Nugent sich nahebei ein eigenes Schloss, das bei Cromwells Einfall in Irland niedergebrannt und im 17. Jahrhundert wiedererrichtet wurde, Clonyn Castle genannt. In diesem Schloss, das in beherrschender Lage am Ortsrand Delvins nahe der N52 liegt, kamen kurz nach dem Zweiten Weltkrieg für kurze Zeit etwa 100 jüdische Waisenkinder, Überlebende des Holocaust, unter.

## Lage und Bevölkerung
Delvin liegt im Osten von Westmeath an der Überlandstraße N52 zwischen Kells (22 km entfernt) und dem 20 km entfernten Mullingar. Außerdem mündet hier die N51 von Drogheda über Navan (von Delvin 31 km entfernt) und Athboy in die N52.
Die Einwohnerzahl des Ortes wurde bei der Volkszählung 2022 mit 714 Personen ermittelt, nach 305 Personen 1996, was mehr als einer  Verdoppelung entspricht.

## Söhne und Töchter der Stadt
- John Moore (1835–1901), Bischof von Saint Augustine
- Laurence Ginnell (1852–1923), Rechtsanwalt und Politiker
- William Dunne SPS (1920–2002), Bischof von Kitui